# Verdun (Słowenia)
Verdun – wieś w Słowenii, w gminie miejskiej Novo mesto. W 2018 roku liczyła 108 mieszkańców. 